# هيثم قلولو
هيثم قلولو (21 مارس 1984)، هو لاعب كرة قدم تونسي.
لعب سابقاً في هلال مساكن وجريدة توزر وجمعية جربة وأولمبيك سيدي بوزيد والنادي الهلالي وسبورتينغ بن عروس وهلال الشابة ونادي المحيط القرقني ونادي ذات راس الأردني و نادي الدرع السعودي .